# کهنه‌سوار (مجموعه تلویزیونی)
کهنه‌سوار نام یک مجموعهٔ تلویزیونی به کارگردانی اکبر خواجویی است که در سال ۱۳۷۶ تولید و از شبکه ۳ پخش گردید.

## خلاصه داستان
جوانی به نام «حسین حسینی‌پور» (با بازی حسین ابراهیمی) به ورزش کشتی علاقه‌مند است. پدر او (با بازی محمدعلی کشاورز) نیز خود در سالهای گذشته پهلوان و کشتی‌گیر بوده است؛ اما به دلیل آنکه در این راه، ناجوانمردی‌های بسیاری دیده است، قسم خورده است هرگز اجازه ندهد پسرش به این ورزش روی آورَد....

## مکان فیلمبرداری
این مجموعه تلویزیونی در خانه‌باغی در خیابان پلیس تهران فیلمبرداری شده است.

## بازیگران و عوامل تولید

### بازیگران
- محمدعلی کشاورز
- حمیده خیرآبادی
- محمود پاک‌نیت
- حسین ابراهیمی[۳]
- محسن زهتاب
- محمود مقامی
- اکبر قدمی
- حمید مهرآرا
- آناهیتا همتی
- جعفر بزرگی
- مریلا زارعی
- شیوا ابراهیمی
- مهوش صبرکن
- نادیا دلدار گلچین
- آزاده خورشیددوست
- غلامرضا طباطبایی
- حسن محمدی
- مجید سعیدی
- علی‌اصغر نجات
- هوشنگ معصفری
- وحیدرضا خلیل‌خانی
- مرشد محمود مختاری
- محمدرضا عباس‌نژاد
- محمود زاج‌فروش
- محمدحسین پناهی
- کوروش شاداب‌فر
- رضا شاهرخی
- احمد لباس‌آرایی
- بابک بیات
- حمید عرب
- پویا قوام‌پور
- مهدی آقایی
- مهدی گلستان
- سهیل فرجام
- رضا تراول
- فریبا تراول
- الناز خیری
- ایرج سپهر

### عوامل تولید
- کارگردان: اکبر خواجویی
- نویسنده: سید علی‌اکبر محلوجیان
- تصویربردار: هوشنگ بنایی
- تهیه‌کننده: اکبر خواجویی
- تعداد قسمت‌ها: ۲۳ قسمت (۵۰-۴۵ دقیقه‌ای)
- محصول: شبکه ۳
- سال تولید: ۱۳۷۶